# Verdrag van Vienne

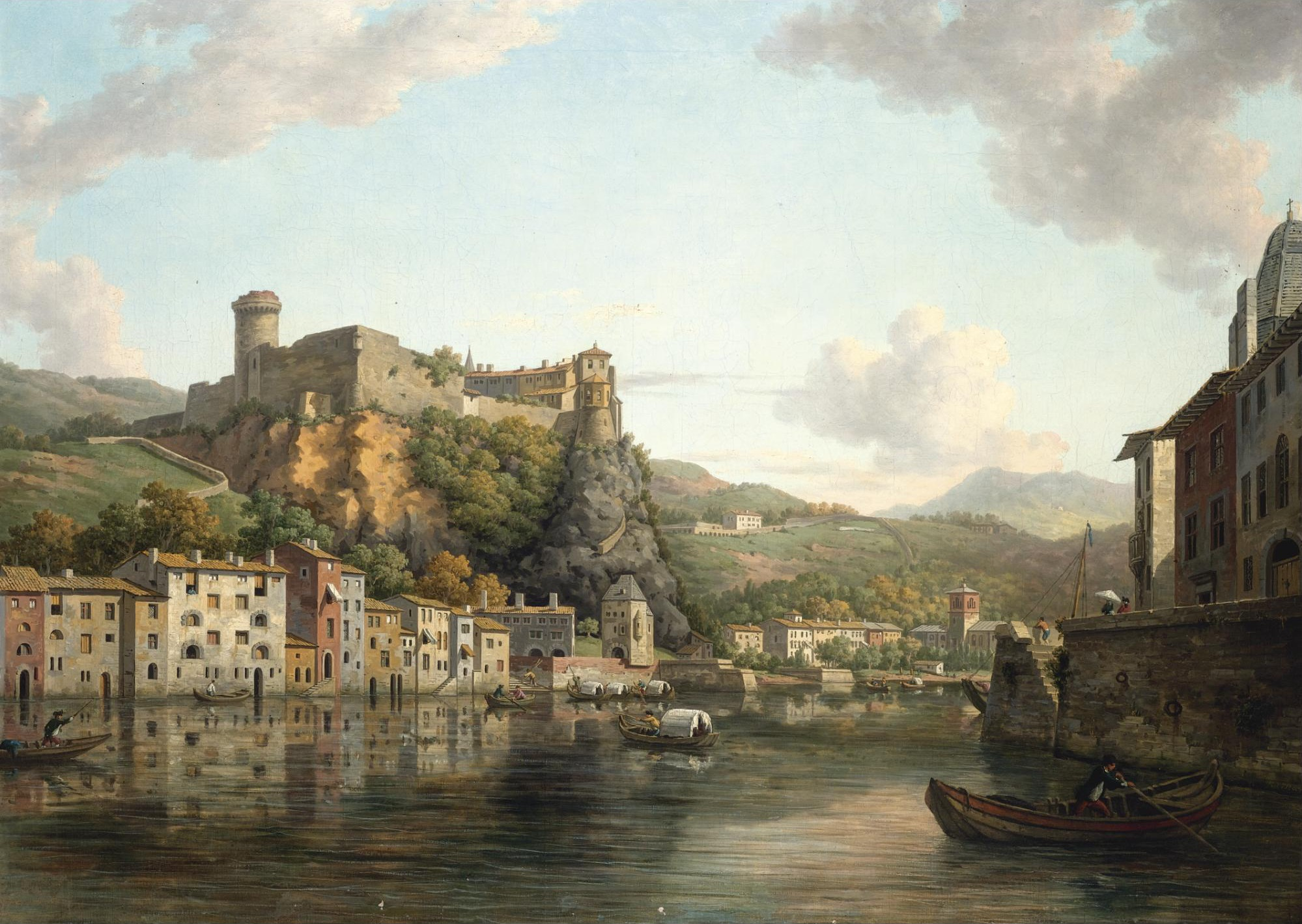
Voormalig kasteel Pierre Scize in Lyon, residentie van de graaf-aartsbisschoppen van Lyon

Het Verdrag van Vienne werd getekend in het jaar 1312, in de marge van het Concilie van Vienne (1311-1312). Graaf-aartsbisschop van Lyon, Pierre de Savoie, stond zijn wereldlijke rechten over het graafschap Lyon af aan koning Filips IV van Frankrijk. Lyon ging hiermee over van het Heilige Roomse Rijk naar het koninkrijk Frankrijk. Dit verdrag paste in de politiek van expansie door Filips IV, ook wel Filips de Schone genoemd.
Strikt genomen is dit geen verdrag want geen andere vorst dan de aartsbisschop tekende de overdracht. Paus Clemens V had schrik van koning Filips IV en zweeg. Van keizer Hendrik VII van het Heilige Roomse Rijk is geen schriftelijke reactie bekend; wel is bekend dat Filips IV apart onderhandeld had met de keizer.

## Aanloop
Reeds in de loop van de 13e eeuw duwden de Franse koningen hun invloedssfeer oostwaarts van de Rhône. Zo drongen ze, vaak letterlijk, binnen in Lyon, stad van het Heilige Roomse Rijk. Binnen dit Rijk was Lyon een  stadstaat binnen het formeel bestaande koninkrijk Bourgondië. Dit laatste koninkrijk bestond enkel op papier. Sinds het einde van de 13e eeuw had de stad Lyon een Franse baljuw die de rechten van de burgers beschermde, tegen de aartsbisschop. Aartsbisschop Pierre de Savoie protesteerde tegen deze Franse invloed. In 1310 stuurde koning Filips IV een strafexpeditie naar Lyon. Het leger stond onder leiding van zijn jonge zoon Lodewijk. Opstandelingen onder leiding van aartsbisschop Pierre de Savoie werden verslagen. De oom van de aartsbisschop, graaf Amadeus V van Savoye, kwam niet ter hulp, uit schrik voor een Franse invasie in zijn eigen graafschap Savoye.

## Concilie
In de jaren 1311-1312 vond het concilie van Vienne plaats. Vienne lag in het naburige graafschap Dauphiné (Heilige Roomse Rijk). Tijdens het concilie kreeg aartsbisschop Pierre de Savoie schadevergoeding vanuit Parijs voor de vernielingen in de stad Lyon aangedaan in 1310. In 1312, tijdens het concilie, tekende hij op zijn eentje de overdracht van Lyon van het Heilige Roomse Rijk naar het koninkrijk Frankrijk.

## Nadien
- Voor het graafschap Savoye en het Huis Savoye betekende dit verdrag een blokkade van hun expansie naar het westen, richting Rhône.
- Enkele jaren later, in 1320, ondertekenden aartsbisschop Pierre de Savoie en het stadsbestuur een overeenkomst.[3] De Franse stad Lyon kreeg beduidend méér stadsrechten. De aartsbisschop bleef heer van de stad maar kon niet meer  alleen besturen. Deze akte wordt de Charte Sapaudine genoemd, wat verwijst naar de dynastie van Savoye van de aartsbisschop. De Charte Sapaudine werd ondertekend op het kasteel van de aartsbisschop, het Château de Pierre Scize (of Gespleten Rots) in Lyon. Dit kasteel had eeuwenlang op de grens gestaan tussen het koninkrijk Frankrijk en het Heilige Roomse Rijk (koninkrijk Bourgondië).